# Seznam slovanských přípon v němčině
Toto je seznam slovanských přípon a koncovek vyskytujících se v německých místních názvech.
- Přípona -itz
- Přípona -witz
- Přípona -winden
- Německá toponyma